# Ludwig Heinrich Wilhelm von Arnim
Ludwig Heinrich Wilhelm von Arnim (* 11. Oktober 1771 in Brandenstein; † 8. November 1848 in Genthin) war ein deutscher Verwaltungsbeamter, Rittergutsbesitzer und Parlamentarier.

## Leben
Ludwig Heinrich Wilhelm von Arnim wurde als Sohn des Rittergutsbesitzers und Landrats Johann August von Arnim (* 1723; † 1797) und dessen zweiter Ehefrau Wilhelmine von Schierstädt-Poplitz (* 1738; † 1776) geboren. Nach dem Besuch des Pädagogium des Klosters Unser Lieben Frauen studierte er an der Universität Halle Rechtswissenschaften. Nach dem Studium war er Referendar in Magdeburg bei der Kriegs- und Domänenkammer. 1799 wurde er nach dem Tod seines Vaters Besitzer der Rittergüter Brandenstein und Dürremark bei Genthin. 1801 war er noch einmal an der Universität Erlangen, wo er Mitglied des Corps Marchia wurde.
An den Befreiungskriegen nahm von Arnim in seiner Funktion des Kreisdeputierten in Burg (bei Magdeburg) als Etappendirektor teil. Anschließend war er für den Landkreis Jerichow II Abgeordneter zum Landtag der neu gegründeten Provinz Sachsen. Von 1821 bis 1845 war er Landrat dieses Kreises. Zugleich war er Direktor der Kreis-Feuersozietät.
Von Arnim war verheiratet mit Caroline Friederike Christiane von Stechow aus dem Hause Kotzen. Der preußische Verwaltungsbeamte Friedrich Wilhelm August Carl von Arnim war ihr Sohn.